# Centro semiovale

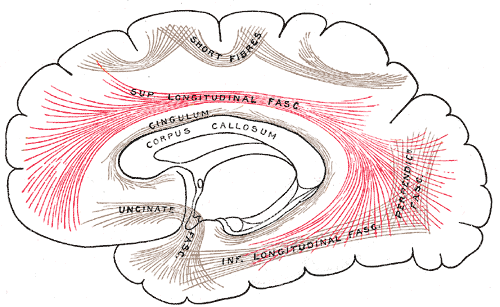
Disegno di sezione sagittale paramediana del cervello, in cui sono visibili il centro semiovale, composto da fibre proiettive, associative e commessurali, il giro del cingolo, il corpo calloso, il setto pellucido e i nuclei della base.

Il centro semiovale (o centro ovale) è il nome con cui viene denominata la sostanza bianca sita dorsalmente sul piano trasversale passante per i corni frontali dei ventricoli laterali. 

## Localizzazione
Qualora si effettui una sezione trasversale passante per il corno frontale dei ventricoli laterali, è possibile osservare come la sostanza bianca presenti un'organizzazione differente nella regione ventrale e in quella dorsale al medesimo piano. Dorsalmente essa è infatti densa e omogenea, adattandosi alle scissure e alle circonvoluzioni cerebrali; e per questo motivo prende il nome di centro semiovale (o centro ovale, se si considerano ambedue gli emisferi cerebrali). Ventralmente, di contro, la presenza dei nuclei della base (anche denominati, in ambito clinico, col nome fuorviante di gangli della base) determina l'organizzazione della sostanza bianca in capsule e lamine midollari: rispettivamente, le capsule interna, esterna ed estrema, e le lamine mediale e laterale.

## Struttura
Il centro semiovale è composto da fibre mieliniche proiettive, associative e commessurali. Le fibre proiettivee provengono dal talamo oppure dalla corteccia, e proiettano ai centri sovrassiali e assili sottostanti (corpo striato, talamo, nuclei della base, nuclei della sostanza grigia del midollo spinale); le fibre associative associano ipsilateralmente diverse aree corticali tra loro. Le fibre commessurali connettono vicendevolmente le aree dei due emisferi.